# Aneboconcha smithi
Aneboconcha smithi är en armfotingsart som först beskrevs av Pfeffer 1887.  Aneboconcha smithi ingår i släktet Aneboconcha och familjen Terebratellidae. Inga underarter finns listade i Catalogue of Life.